# 猜納
猜納（泰語：ชัยนาท）是泰國中部猜納府的首府， 該縣位於湄南河畔。穿過該縣的主要道路是拍鳳裕庭路，曼谷位於猜納南部188公里處。 截至2006年，猜納的人口為14469人。